# Paese di origine sicuro
Paese di origine sicuro è un concetto utilizzato ampiamente nel diritto di asilo tedesco, austriaco e svizzero, come pure nel diritto secondario europeo. Tutti i Paesi dell'Unione europea si avvalgono della possibilità di classificare altri Stati quali Paesi di origine sicuri. 
Tuttavia, Bulgaria, Lettonia, Lituania, Polonia, Portogallo, Romania e Spagna non hanno avuto sinora elenchi ufficiali di Paesi di origine sicuri e potranno adottare la lista proposta il 15 aprile 2025 dalla Commissione Europea quando essa verrà approvata dal Parlamento europeo. L'Italia aggiorna periodicamente la propria lista di Paesi di origine sicuri: con il decreto del 7 maggio 2024 pubblicato sulla Gazzetta Ufficiale n. 105 il Ministero degli Affari Esteri e della Cooperazione Internazionale, di concerto con il Ministero dell’Interno e quello della Giustizia, ha emanato l’atto di aggiornamento periodico della lista dei Paesi di origine sicuri per i richiedenti protezione internazionale di cui all’art. 2-bis del decreto legislativo n. 25/2008

## Definizione
Un Paese viene considerato Paese di origine sicuro qualora, in base alla situazione giuridica, all'applicazione della legge all'interno di un sistema democratico e alla situazione politica generale, si possa dimostrare che, generalmente e costantemente, non esista alcuna persecuzione come definita nell'Articolo 9 della Direttiva 2004/83/EC, non esista tortura o trattamento inumano o degradante o punizione e non esista alcuna minaccia causata da violenza indiscriminata in situazioni di conflitto armato internazionale o interno..